# استقرار سكاني
الاستقرار السكاني هي المرحلة الأخيرة في نظرية التحول الديموغرافي، وهي أفضل مراحل هذه الدورة الديموغرافية وفي هذه المرحلة تصل الدولة إلى مرحلة من الاستقرار والثبات في معدلات المواليد والوفيات، حيث انخفض فيهما معدل المواليد ومعدل الوفيات انخفاضاً ملحوظاً، وبالتالي هبوط معدل النمو السكاني إلى أقل مستوياته في الدولة، وتتراوح نسبة الهبوط بين 0% إلى 1.0% سنوياً .
ويتمثل الاستقرار السكاني خير تمثيل في دولة فنلندا حيث يصل معدل النمو 0.3% سنويا

## دول ذات استقرار سكاني
1. فرنسا
2. بريطانيا
3. ألمانيا
4. النرويج
5. فلندا